# Wielersport op de British Empire Games 1938
Wielersport is een van de sporten die beoefend werden tijdens de British Empire Games 1938 in Sydney, Australië. Er waren enkel wedstrijden georganiseerd voor mannelijke deelnemers; drie op de baan en een wegwedstrijd van 100 kilometer.

## Uitslagen
| Discipline   | Goud             | Zilver         | Brons        |
| Baan         | Baan             | Baan           | Baan         |
| ------------ | ---------------- | -------------- | ------------ |
| Scratch      | William Maxfield | Ray Hicks      | Syd Rose     |
| Sprint       | Dunc Gray        | Bob Porter     | George Giles |
| Tijdrit      | Bob Porter       | Tasman Johnson | Ernest Mills |
| Weg          |                  |                |              |
| Wegwedstrijd | Hennie Binneman  | John Brown     | Ray Jones    |

## Medaillespiegel
| Plaats | Land          | Goud | Zilver | Brons | Totaal |
| 1      | Australië     | 2    | 2      | 0     | 4      |
| 2      | Engeland      | 1    | 1      | 2     | 4      |
| 3      | Zuid-Afrika   | 1    | 0      | 1     | 2      |
| 4      | Nieuw-Zeeland | 0    | 1      | 1     | 2      |
| Totaal | Totaal        | 4    | 4      | 4     | 12     |

1934 · 1938 · 1950 · 1954 · 1958 · 1962 · 1966 · 1970 · 1974 · 1978 · 1982 · 1986 · 1990 · 1994 · 1998 · 2002 · 2006 (baan - weg) · 2010 · 2014 · 2018 · 2022 · 2026
Atletiek · Boksen · Bowls · Roeien · Schoonspringen · Wielersport · Worstelen · Zwemmen